# Katarinia consanguinea
Katarinia consanguinea là một loài bọ cánh cứng trong họ Cerambycidae.